# 油饼

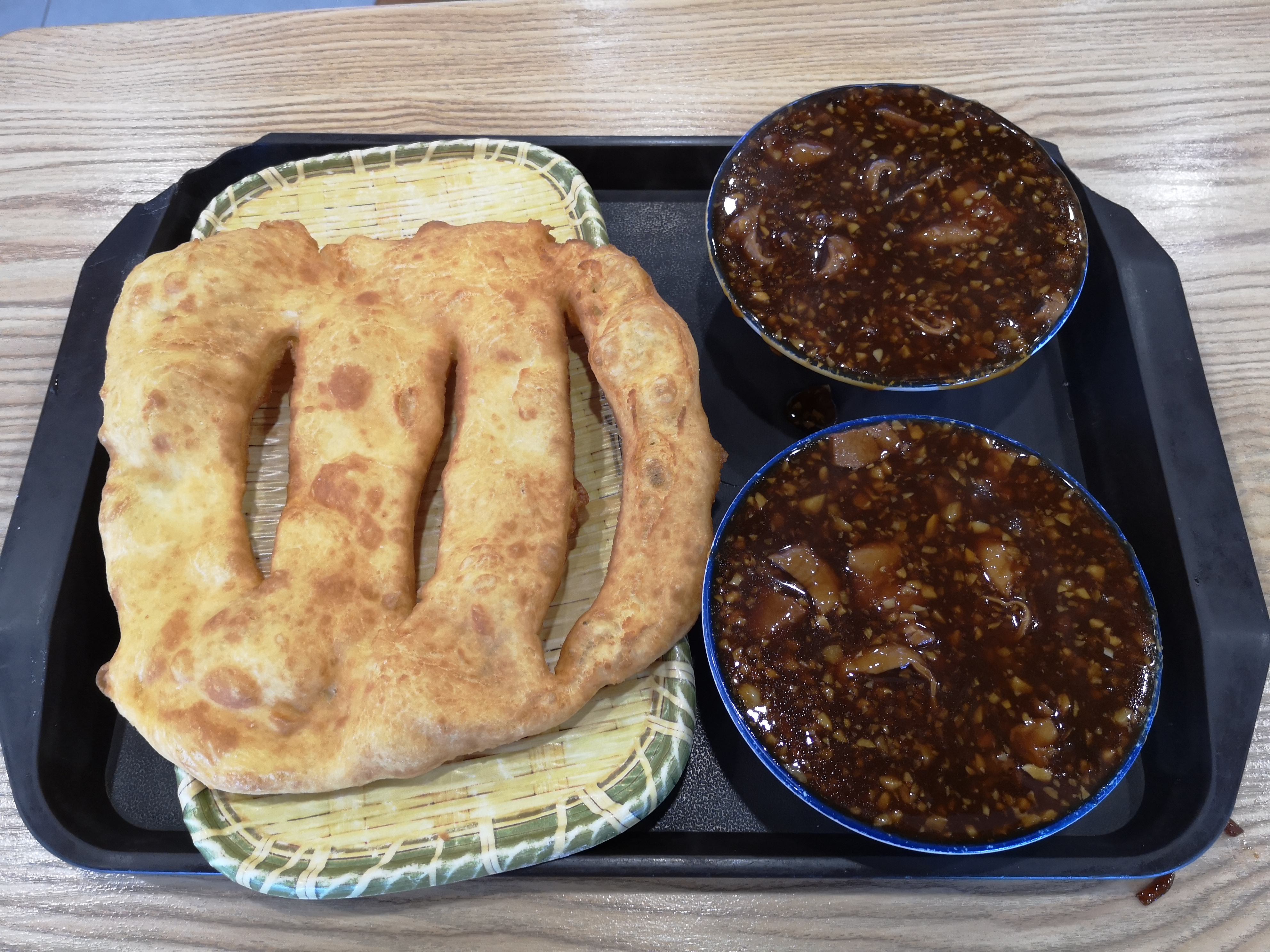
北京市内的油饼

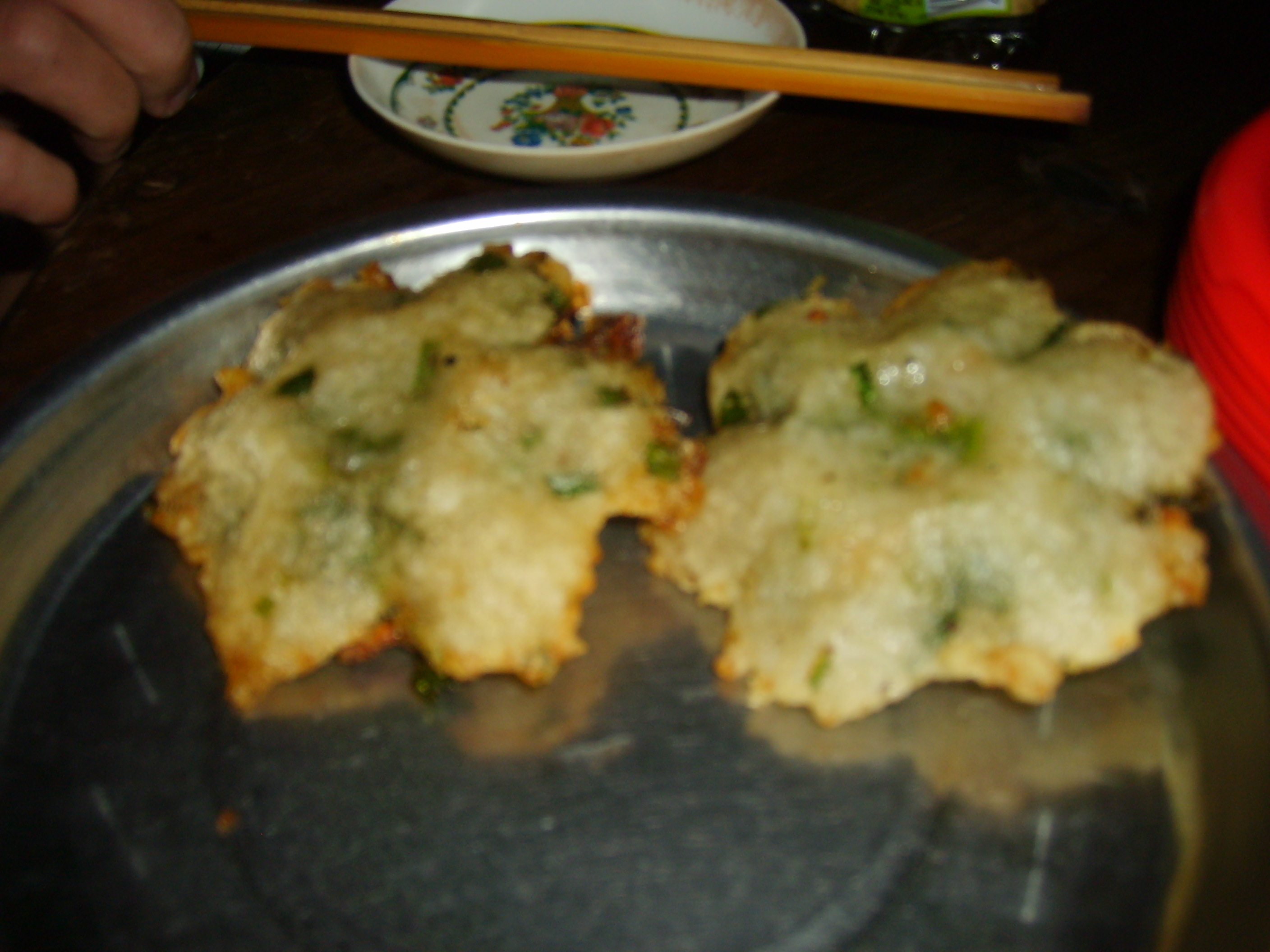
中国福建惠安地区的油饼

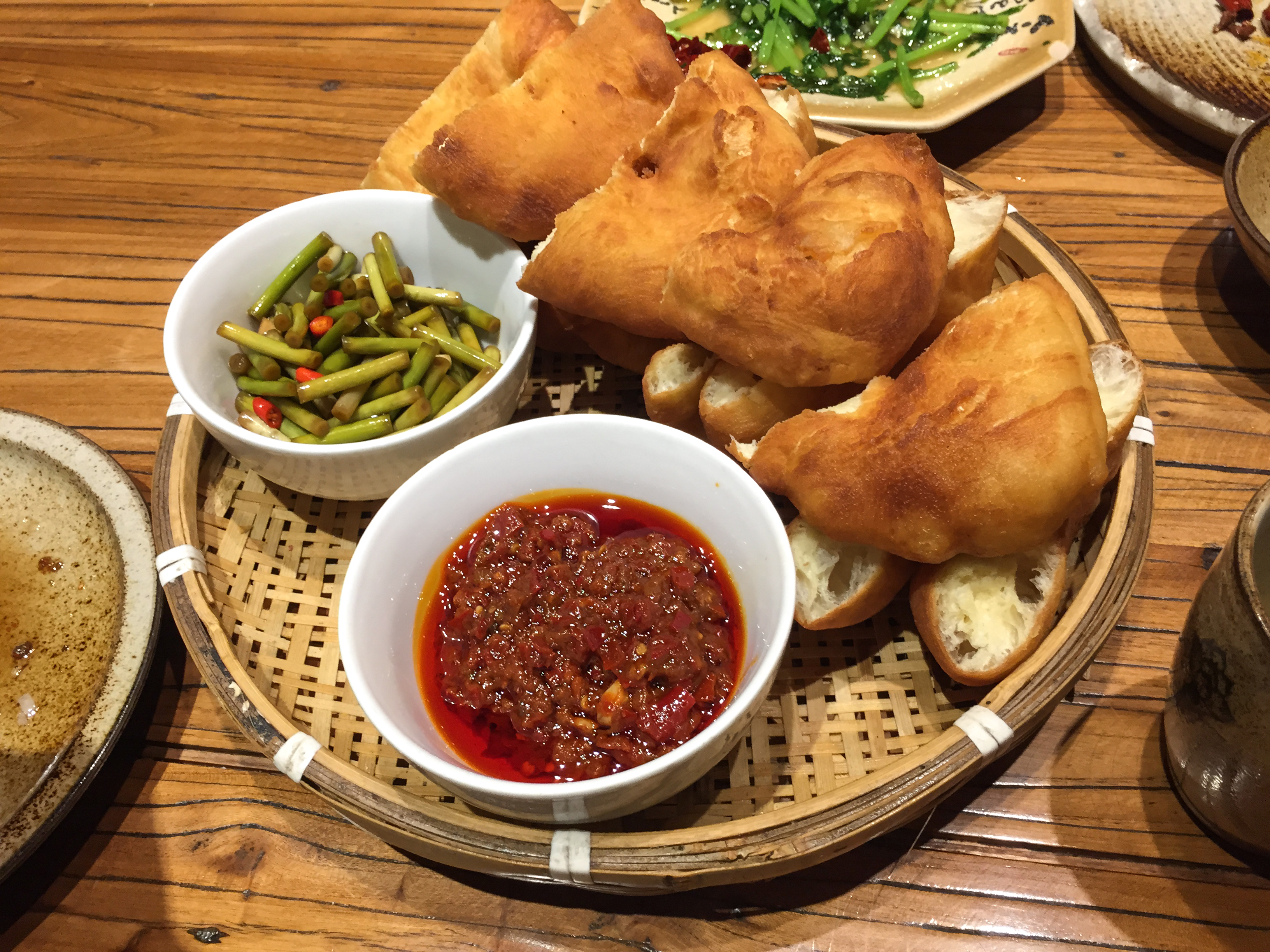
搭配咸菜食用的陕西油饼

油饼是京津两地的早点，类似油条，是一种油炸食品，但比油条宽，成一圆饼或长方条饼状。喝豆浆时，可以撕开放到碗中泡着吃，常见且价格低廉。在天津一地则是将预先准备好下锅的油条面团做成圆饼（有时会改刀加上两三刀)，一面用与稀释的红糖混合的面团覆盖，加入油锅，最终出锅时一面金黄一面枣红，颇具食欲，因入口既有馃子的香脆又有红糖的甘甜于是在天津得名糖馃子。另有一种外形与油饼一样但更薄更脆的，在北京叫做薄脆，而在天津则称馃篦儿，用于煎饼果子的配料。
各地的油饼做法和称呼不尽相同，形状风味也不一样。如上述北京油饼，在山东往往加葱而且非常薄，大约是油条厚度的1/4到1/5。

## 沙县油饼

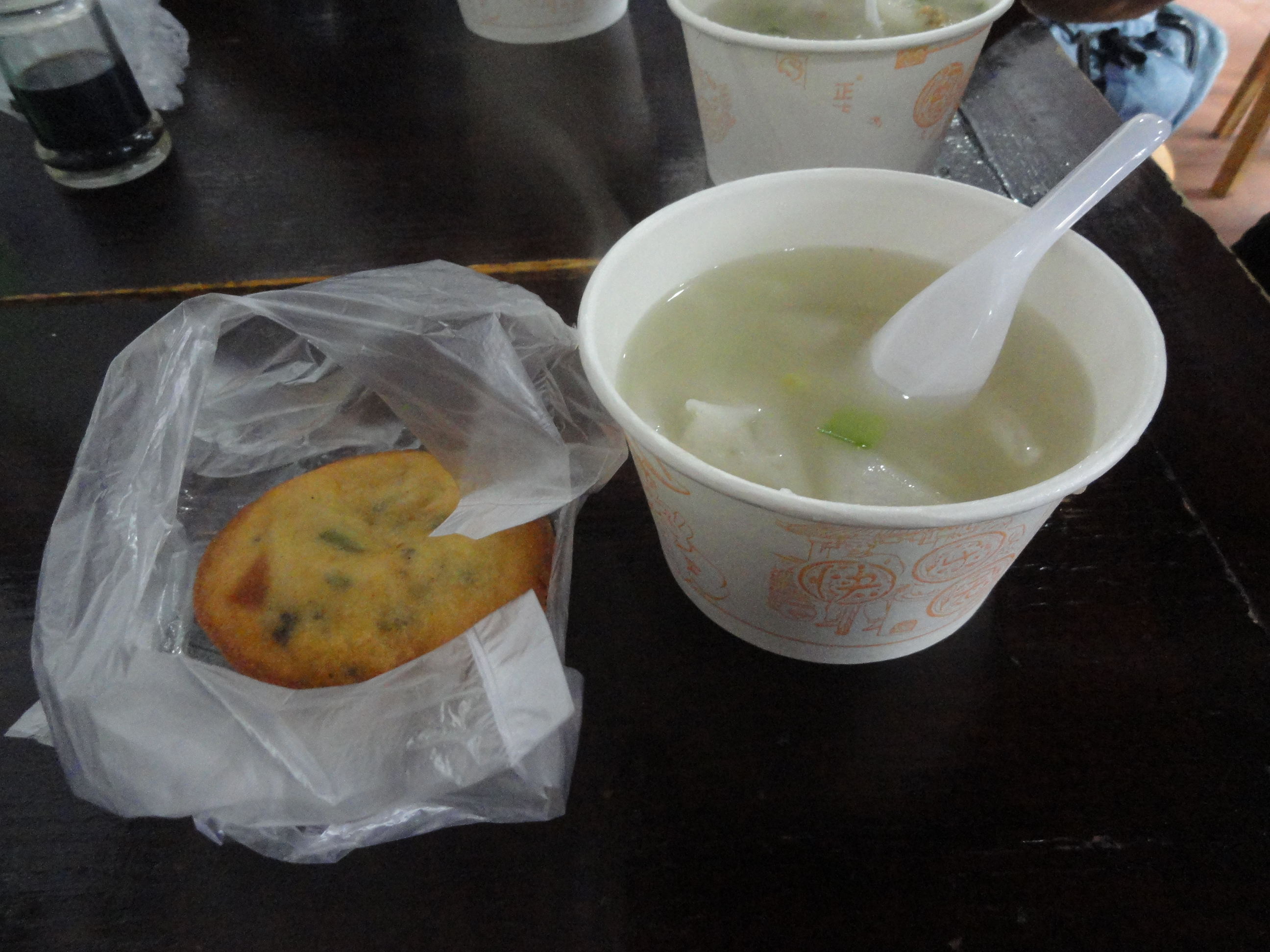
左侧袋中为沙县油饼，右侧碗中是鼎边糊

沙县油饼是一种以大米和黄豆作为主要原料，油炸做成的饼，是沙县及福建各地群众喜爱的一种小吃。
制作方法：
- 取三份的大米和一份的黄豆混合加水泡软。
- 将大米、黄豆、水放入搅拌机打碎成糊状，加入盐和葱段。
- 用圆形锅铲装适量黄豆米糊，放入热油锅中油炸。
- 因黄豆米糊内气体受热会形成中间鼓起的圆形油饼。
- 待炸至金黄色后取出沥油后可食用。[1]